# Mesoleius audax
Mesoleius audax är en stekelart som beskrevs av Davis 1897. Mesoleius audax ingår i släktet Mesoleius och familjen brokparasitsteklar. Inga underarter finns listade i Catalogue of Life.